# Epoka literacka
Epoka literacka – epoka w historii literatury powszechnej lub narodowej, w której dominują zbliżone do siebie kierunki literackie; epoka literacka może się składać z okresów literackich.
Granice epoki literackiej zwykle są nieostre, gdyż przejście od epoki do epoki wiąże się z głębokimi przemianami w kulturze i następuje zwykle stopniowo, w różnym tempie w różnych obszarach tejże. Zwykle jednak przejście między epokami związane jest z jakimś znaczącym wydarzeniem lub zespołem wydarzeń symbolizujących przemianę charakterystyczną dla danej epoki i stanowiącym zwyczajową cezurę między nią a epoką ją poprzedzającą. Istotnym elementem decydującym o charakterze epoki jest jej filozofia, określająca rodzaj formacji umysłowej i klimat intelektualny dla tworzonych utworów.

## Epoki literackie literatury polskiej
- średniowiecze – do XIV/XV wieku
- renesans – XVI/XVII w.
- barok – XVII w.
- oświecenie – XVIII w.
- romantyzm – XIX, 1822–1863
- pozytywizm – połowa XIX wieku
- Młoda Polska – 1890–1918[1]
- XX-lecie międzywojenne – 1918–1939
- literatura II wojny światowej
- literatura współczesna